# Crump (Tennessee)
Crump es una ciudad ubicada en el condado de Hardin en el estado estadounidense de Tennessee. En el Censo de 2010 tenía una población de 1.428 habitantes y una densidad poblacional de 41,28 personas por km².

## Geografía
Crump se encuentra ubicada en las coordenadas 35°13′56″N 88°20′6″O / 35.23222, -88.33500. Según la Oficina del Censo de los Estados Unidos, Crump tiene una superficie total de 34.6 km², de la cual 34.59 km² corresponden a tierra firme y (0.01%) 0.01 km² es agua.

## Demografía
Según el censo de 2010, había 1.428 personas residiendo en Crump. La densidad de población era de 41,28 hab./km². De los 1.428 habitantes, Crump estaba compuesto por el 0.1% blancos, el 0.84% eran afroamericanos, el 0.42% eran amerindios, el 0.56% eran asiáticos, el 0% eran isleños del Pacífico, el 0.42% eran de otras razas y el 1.54% pertenecían a dos o más razas. Del total de la población el 1.19% eran hispanos o latinos de cualquier raza.